# Guillaume Coquillart
Guillaume Coquillart, aussi orthographié Coquillard, né à Reims en 1452 et mort en 1510, est un poète français.

## Biographie
Il est né de Isabin et Guillaume Coquillart, procureur de l'archevêché et du duché de Reims, homme de lettres et de famille aisée.
Il fut bachelier en droit canon en 1477, avocat au Châtelet de Paris, il devint chanoine et official de la ville de Reims en 1482. Ses œuvres réunies, rassemblées en 1532 avait telle renommée que Clément Marot le cite avec Villon mais elles furent longtemps oubliées, avant d'être rééditées en 1857 par Charles Héricault.
Un certain nombre de ses écrits semblent l'avoir été pour être joués en Basoche comme soties.
Une rue de Reims lui est consacrée.

## L'enqueste entre la simple et la rusée avec son playdoyé
Une pièce parodiant les deux parties d'un procès entre deux femmes qui se disputent un homme, Le Mignon. Elle atteint le comique en parodiant le jargon juridique, en faisant s'opposer la laideur à la beauté caricaturale du Mignon, en ce qu'il applique la rigueur juridique à un cas ridicule.

## Le Débat des dames et des armes

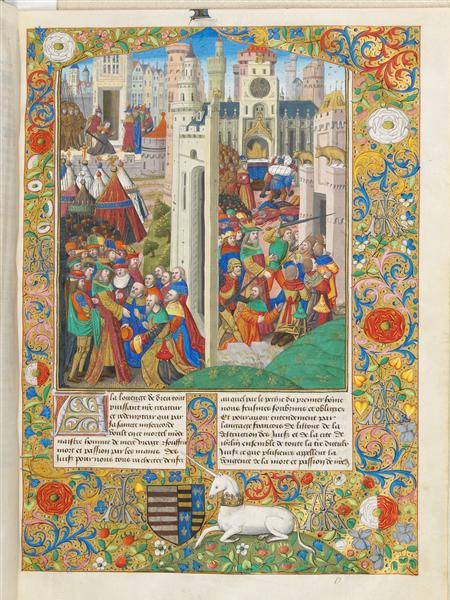
Prise de Jérusalem par le roi Antiochus, La Guerre des Juifs de Flavius Josèphe, traduit par Guillaume Coquillart, 1480-85.

Texte écrit pour être lu lors du sacre de Louis XII et pose la question : un prince doit-il préférer le contact des femmes qui rendent les hommes courtois et aimable ? Ou doit-il s'adonner aux armes qui rendent belliqueux et inculte ? La conclusion est qu'il doit s'adonner aux deux sans abus.
Et portant la conclusion
Est telle, de tous ces argus,
Que ung prince de noble renom
Doit savoir utrumque tempus,
L'un et l'autre temps, sans abus,
Avoir le costé destre armé,
Le senestre et tout le surplus
Aux dames doit estre donné.

## Publications
- Les Présomptions des femmes Texte en ligne
- S'ensuyvent les droitz nouveaulx, avec le débat des dames et des armes, l'enqueste entre la simple et la rusée avec son playdoyé et le monologue Coquillart : avec plusieurs autres choses fort joyeuses Texte en ligne : version 1 Version 2
- Œuvres (2 volumes, 1857) Texte en ligne 1 2